# Dedebulak
Dedebulak (kurd. Tujipazar) ist ein Dorf im Landkreis Diyadin der türkischen Provinz Ağrı mit 311 Einwohnern (Stand: Ende 2024). Dedebulak liegt auf 2420 m  über dem Meeresspiegel, 58 km südlich der Kreishauptstadt und 25 km südwestlich des Tendürek. Zu Dedebulak gehören insgesamt sieben Weiler (mezra). In Dedebulak befindet sich eine Grundschule. Im Winter und im Frühling können Kinder der umliegenden Weiler die Schule wegen der Straßen- und Witterungsverhältnisse oft monatelang nicht besuchen. Der ursprüngliche Name der Siedlung lautet Tujipazar. Dieser Name ist auch im Grundbuch registriert.
Im Jahre 2000 wohnten in Dedebulak 1433 und im Jahre 2009 noch  954 Menschen.
Im Jahre 2009 wurden bei einer Schießerei in einem Weiler Dedebulaks infolge Landstreitigkeiten drei Personen getötet.